# Gapo-dong
Gapo-dong (koreanska: 가포동) är en stadsdel i staden Changwon i provinsen Södra Gyeongsang i den sydöstra delen av Sydkorea, 300 km sydost om huvudstaden Seoul. Den ligger i stadsdistriktet Masanhappo-gu.